# Margaret Lesley Bush-Brown

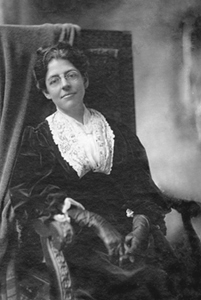
Margaret Lesley Bush-Brown (wohl zwischen 1886 und 1898)

Margaret White Lesley Bush-Brown (* 19. Mai 1857 in Philadelphia als Margaret White Lesley; † 17. November 1944 in Ambler) war eine US-amerikanische Malerin und Radiererin.

## Leben
Margaret Lesley wurde im Mai 1857 in Philadelphia als Tochter des Geologen J. Peter Lesley und der Autorin und Gesellschaftsreformerin Susan Inchus Lyman geboren. Ermutigt durch ihre Eltern nahm sie 1869 erstmals Kunstunterricht an der Pennsylvania Academy of the Fine Arts, wurde aber aufgrund ihres Alters zunächst an die Philadelphia School of Design for Women verwiesen, wo sie 1870 wahrscheinlich Unterricht bei Peter Moran erhielt. 1871 hospitierte sie beim Bildhauer Henry Kirke Brown in Newburgh nördlich von New York City. Im Thieme-Becker nennt Edmund von Mach auch einen Maler namens Hunt als frühen Lehrmeister, der stilprägend gewesen sei. 1876 später kehrte Lesley als Studentin an die Pennsylvania Academy of the Fine Arts zurück und nahm dort über die nächsten vier Jahre Unterricht bei Thomas Eakins und Christian Schussele. Parallel fertigte sie für ihren Vater geologische Modelle an und verdiente sich so ein Zubrot. Wenngleich sie ihr Vater ermunterte, sich im Modellbau zu spezialisieren, reiste Lesley mit der finanziellen Rückendeckung ihrer Mutter nach ihrem Abschluss 1880 nach Paris, um dort ihr Kunststudium weiterzufolgen.
In Paris studierte Lesley zunächst 1880 bei Émile Auguste Carolus-Duran und dann 1881 an der Académie Julian unter Tony Robert-Fleury, Jules-Joseph Lefebvre und Gustave Boulanger. Im Sommer 1881 unternahm sie gemeinsam mit Ellen Day Hale und Helen M. Knowlton eine Skizzenreise durch die französische Provinz und Belgien. 1882 kehrte sie für einige Monate nach Philadelphia zurück und studierte weiter an der Pennsylvania Academy of the Fine Arts. Nach ihrer Rückkehr nach Paris gab sie 1883 ihr Debüt auf dem Salon de Paris. Im gleichen Jahr nahm sie während eines weiteren Heimaturlaubs Unterricht bei Gabrielle D. Clements, die sie in der Kunst der Radierung einführte. Weiteren Unterricht nahm sie ab 1884 wieder an der Pennsylvania Academy of the Fine Arts. In den folgenden Jahren stellte Lesley diverse Porträtgemälde und -radierungen sowohl auf dem Salon de Paris als auch in den Vereinigten Staaten aus, dort unter anderem an ihrer Alma Mater, am Art Institute of Chicago, beim Boston Arts Club und im New Yorker Salmagundi Club.
Unter der Bedingung, in der Ehe eine gleichberechtigte Künstlerin zu sein, heiratete Lesley im April 1886 den Bildhauer Henry K. Bush-Brown, den Ziehsohn ihres früheren Mentors Henry Kirke Brown. Margaret Lesley Bush-Brown ließ sich daraufhin mit ihrem Ehemann in Newburgh nieder, trat aber bald eine dreijährige Reise durch Italien und Frankreich an. Bis 1892 wurden die beiden Eltern von vier Kindern. Mit Lydia Bush-Brown wurde eine Tochter des Ehepaares später ebenfalls Künstlerin. Ab 1894 unterhielt das Ehepaar ein gemeinsames Studio in Manhattan, das beide wochentags nutzten, ehe die gesamte Familie 1898 sich fest in New York City niederließ. In diesen Jahren gab Bush-Brown die Kunst der Radierung auf und widmete sich ausschließlich der Porträtmalerei, wenngleich sie in vielen ihrer Porträts auch landschaftliche Elemente einbaute. Neben der Ölmalerei wirkte sie auch in der Pastellmalerei. 1893 beteiligte sie sich mit einem Wandgemälde namens Spring an der World’s Columbian Exposition, der Weltausstellung in Chicago. 1902 wurde sie für ihre Teilnahme an der Charleston Exhibition mit einer Medaille geehrt. Parallel zeigte sie ihre Werke in diversen Institutionen des US-amerikanischen Kunstbetriebes.
Neben der Kunst war Bush-Brown in diesen Jahren auch in Kreisen der Frauenrechtsbewegung aktiv: Bush-Brown war fest davon überzeugt, dass sich die Frau zwar auch um die Familie kümmern solle, aber auch doch eine berufliche Karriere verfolgen müsse und eigenes Geld verdienen sollte. 1910 zogen die Bush-Browns nach Washington, D.C. und begründeten dort den Arts Club of Washington. Rasch konnte sie sich dort als anerkannte Porträtmalerin etablieren und wurde bereits 1911 mit einer Einzelausstellung in der Corcoran Gallery of Art geehrt. Parallel half sie ihrem Ehemann mit Zeichnungen bei der Bildhauerei. 1915 beteiligte sie sich an der Panama-Pacific International Exposition, einer weiteren Weltausstellung in San Francisco. Zunehmend wurde die Zunft der Porträtmalerei aber durch die Fotografie abgelöst. Auf der Suche nach neuen Aufträgen reiste Bush-Brown deshalb in den 1920er Jahren mehrfach durch den Mittleren Westen. Nach dem Tod ihres Ehemannes 1935 kehrte Bush-Brown 1941 nach Pennsylvania zurück. Dort starb sie 1944 im Alter von 77 Jahren in Ambler, einem Vorort von Philadelphia. Ihr Nachlass befindet sich heute im Archiv des Smith College.